# Jorge Tobias de Freitas
Jorge Tobias de Freitas (* 14. Juni 1935 in Palmeira dos Indios, Alagoas, Brasilien) ist ein brasilianischer Geistlicher und römisch-katholischer Altbischof von Nazaré. 

## Leben
Jorge Tobias de Freitas empfing am 10. Januar 1965 die Priesterweihe.
Papst Johannes Paul II. ernannte ihn am 15. März 1981 zum Bischof von Caxias do Maranhão. Der Bischof von Palmeira dos Índios, Epaminondas José de Araújo, spendete ihm am 14. Juni desselben Jahres die Bischofsweihe; Mitkonsekratoren waren Miguel Fenelon Câmara Filho, Erzbischof von Maceió, und Otàvio Barbosa Aguiar, emeritierter Bischof von Palmeira dos Índios. 
Am 7. November 1986 wurde er zum Bischof von Nazaré ernannt. Von seinem Amt trat er am 26. Juli 2006 zurück.